# 塔克西斯科
塔克西斯科（西班牙語：Taxisco），是危地馬拉的城鎮，位於該國南部，由聖羅薩省負責管轄，面積428平方公里，海拔高度179米，2002年人口22,620，人口密度每平方公里52.85人。